# Vicenta Ndongo
Vicenta Ndongo (Barcelona; 5 de julio de 1968) es una actriz española de ascendencia ecuatoguineana, es licenciada en Interpretación en el Institut del Teatre de Barcelona. Ha realizado un Máster en la UAB de Artes Escénicas.

## Trayectoria artística
Ha realizado estudios de danza, canto y talleres con John Strasberg, Boris Rotestein y Sanchis Sinisterra. Ha hecho teatro, cine y televisión. También ha sido presentadora de televisión en TV3. En 2007 formó parte del jurado del BAFF 2007 - 9.º Festival de Cine Asiático de Barcelona. En mayo de 2016 fue madre de un niño. Actualmente compagina su carrera de productora con la de actriz en teatro y televisión.

## Cine

### Largometrajes
| Año  | Película                      | Personaje              | Director                                                                             | Género           | Duración |
| ---- | ----------------------------- | ---------------------- | ------------------------------------------------------------------------------------ | ---------------- | -------- |
| 2022 | Mantícora                     | Productora             | Carlos Vermut                                                                        | Drama/Suspense   | 1h 55m   |
| 2022 | Mensajes privados             |                        | Matías Bize                                                                          | Drama            | 1h 17m   |
| 2018 | Quién te cantará              | Directora del hospital | Carlos Vermut                                                                        | Melodrama        | 2h 05m   |
| 2013 | Menú degustación              | Mar                    | Roger Gual                                                                           | Comedia          | 1h 27m   |
| 2010 | El dios de madera             |                        | Vicente Molina Foix                                                                  | Drama            | 1h 56m   |
| 2009 | V.O.S.                        | Vicky                  | Cesc Gay                                                                             | Comedia          | 1h 27m   |
| 2006 | Lo bueno de llorar            | Vera                   | Matías Bize                                                                          | Drama            | 1h 20m   |
| 2004 | Ar meno un quejío             | Luna                   | Fernando de France                                                                   | Drama            | 1h 30m   |
| 2004 | En el mundo a cada rato       |                        | Pere Joan Ventura, Patrícia Ferreira, Javier Corcuera, Chus Gutiérrez, Javier Fesser | Documental       | 1h 56m   |
| 2003 | A la ciutat                   | Sara                   | Cesc Gay                                                                             | Drama/Romance    | 1h 50m   |
| 2002 | Ilegal                        | María                  | Ignacio Vilar                                                                        | Thriller         | 2h 25m   |
| 2001 | Sin noticias de Dios          | Cajera                 | Agustín Díaz Yanes                                                                   | Drama/Fantástico | 1h 50m   |
| 1999 | Un banco en el parque         | Teresa                 | Agustí Vila                                                                          | Comedia          | 1h 23m   |
| 1999 | Los lobos de Washington       | Elena                  | Mariano Barroso                                                                      | Drama/Thriller   | 1h 36m   |
| 1997 | Airbag                        | Vanessa                | Juanma Bajo Ulloa                                                                    | Comedia/Acción   | 2h 05m   |
| 1996 | La sal de la vida             | Chetto                 | Eugenio Martín                                                                       | Comedia          | 1h 30m   |
| 1995 | El porqué de las cosas        | Veïna                  | Ventura Pons                                                                         | Drama            | 1h 32m   |
| 1993 | Monturiol, el señor del mar   |                        | Francesc Bellmunt                                                                    | Drama            | 1h 40m   |
| 1992 | El largo sueño de las plantas |                        | Josep Girbau                                                                         | Cortometraje     | 8m       |

### Cortometrajes
- (2020) El chico del tren
- (2007) Dibujo de David
- Klinc
- (2004) Cara sucia
- (2005) Mercancías
- El segador
- ¿Y si se lo digo?
- (1999) Itara (La madre)
- Candela
- Invocación al crimen
- Grande y pequeño

## Televisión

### Actriz
- (2025) Olympo
- (2024) Reina Roja
- (2023) La Mesías
- (2023) Zorras
- (2022) Días mejores
- (2011) Dues dones divines
- (2008) La ratjada
- (2007) La Vía Augusta
- (2007) Després de la pluja
- (2007) Perquè ningú no oblidi el teu nom
- (2005) La Mandrágora
- (2005) Trilita
- (2004) Aquí no hay quien viva - Rocío
- (2003) Mónica
- (2000-2004) Dinamita
- (1999) 7 vidas - Estefanía "Steffy"
- (1999) Compañeros- Clara
- (1998) Hermanas
- (1996) Sitges
- L'illa
- Quico el progre

### Presentadora
- (2004) Amor, has de tenir vista
- (1992-1994) Zona V

### Otros
- (2004) Tons (poesia x cantar)

## Teatro
- (2011) El comte Arnau
- (2009) Traïció
- (2007) Què va passar, Wanoulelé?
- (2005) V.O.S.
- (2004) La pata negra
- (2002) El perro del hortelano
- (2001) Ecos y silencios
- (1999) El especulador
- (1997) Amor de don Perlimplín con Belisa en su jardín
- (1997) Àngels a Amèrica
- (1997) Martes de Carnaval
- (1995) El destí de les violetes
- (1995) L'hora dels adéus
- (1995) Golfos de Roma
- La luna de Valencia
- L'Elisire d'Amore
- La Traviata
- (1991) El sueño de una noche de verano
- Andante amoroso
- (2015) Al bell mig de la terra